# 巴勒斯坦—美國關係
巴勒斯坦－美國關係是指巴勒斯坦國和美國之間的外交關係。美国虽然不承认巴勒斯坦國，但承认巴勒斯坦解放組織是巴勒斯坦人民的合法代表；根据奧斯陸協議，美國也承认巴勒斯坦民族权力机构是代表巴勒斯坦领土的合法政府。2012年11月，联合国大会投票接納巴勒斯坦为聯合國观察员国，而美国则投票反对该决议，并继续拒絕承认巴勒斯坦是一個主權獨立的国家。
由于美國不承认巴勒斯坦，美国在巴勒斯坦领土上没有設立任何官方外交机构，也没有設立任何可以向巴勒斯坦人提供领事服务的機構。美國一度允许巴勒斯坦解放組織於1994年在美國首都华盛顿哥伦比亚特区设立办事处，不過該辦事處於2018年9月10日被美国国务院關閉。
2018年10月，美國駐以色列大使館設立巴勒斯坦事务處，該辦事處負責處理美國与巴勒斯坦民族权力机构的关系。  2022年6月，巴勒斯坦事务處更名为美国巴勒斯坦事务办公室。 